# Liste des ministres français sans portefeuille
 (21 juin 2017).
 (mai 2018).
Si vous disposez d'ouvrages ou d'articles de référence ou si vous connaissez des sites web de qualité traitant du thème abordé ici, merci de compléter l'article en donnant les références utiles à sa vérifiabilité et en les liant à la section « Notes et références ».
Ceci est une liste des ministres sans portefeuille ayant servi dans les différents gouvernements qui se sont succédé en France.

## Restauration
- 20 février 1820 - 14 décembre 1821 : Jacques Joseph Guillaume Pierre, comte de Corbière
- 20 février 1820 - 14 décembre 1821 : Joseph-Henri-Joachim Lainé
- 21 décembre 1820 - 14 décembre 1821 : Jean-Baptiste, comte de Villèle

## Monarchie de Juillet

### Premier ministère du règne de Louis-PhilippeIer
- 11 août 1830 - 2 novembre 1830 : Casimir Perier
- 11 août 1830 - 2 novembre 1830 : André Dupin
- 11 août 1830 - 2 novembre 1830 : Louis Pierre Édouard Bignon
- 11 août 1830 - 2 novembre 1830 : Jacques Laffitte

### Premier ministère Soult
- 22 mars 1833 - 1er avril 1834 : Horace Sébastiani

### Ministère Broglie
- 12 mars 1835 - 6 novembre 1835 : Henri de Rigny

## Second Empire
- 26 novembre 1860 - 30 mars 1863 : Pierre Magne
- 3 décembre 1860 - 23 juin 1863 : Pierre Jules Baroche
- 5 décembre 1860 - 23 juin 1863 : Adolphe Billault

## Troisième République(ministres d'État)

### Présidence de Raymond Poincaré
- 26 août 1914 - 29 octobre 1915 : Jules Guesde
- 29 octobre 1915 - 12 décembre 1916 : Léon Bourgeois
- 29 octobre 1915 - 12 décembre 1916 : Denys Cochin
- 29 octobre 1915 - 12 décembre 1916 : Émile Combes
- 29 octobre 1915 - 12 décembre 1916 : Charles Louis de Saulces de Freycinet
- 29 octobre 1915 - 12 décembre 1916 : Jules Guesde
- 12 septembre 1917 - 23 octobre 1917 : Louis Barthou
- 12 septembre 1917 - 16 novembre 1917 : Léon Bourgeois
- 12 septembre 1917 - 16 novembre 1917 : Paul Doumer
- 12 septembre 1917 - 16 novembre 1917 : Jean Dupuy
- 27 septembre 1917 - 16 novembre 1917 : Henry Franklin-Bouillon

### Présidence d'Albert Lebrun
- 9 février 1934 - 24 janvier 1936 : Édouard Herriot
- 9 février 1934 - 8 novembre 1934 : André Tardieu
- 8 novembre 1934 - 24 janvier 1936 : Louis Marin
- 1er juin 1935 - 7 juin 1935 : Philippe Pétain
- 7 juin 1935 - 24 janvier 1936 : Pierre-Étienne Flandin
- 4 juin 1936 - 22 juin 1937 : Camille Chautemps
- 4 juin 1936 - 18 janvier 1938 : Paul Faure
- 4 juin 1936 - 18 janvier 1938 : Maurice Viollette
- 22 juin 1937 - 18 janvier 1938 : Albert Sarraut
- 18 janvier 1938 - 13 mars 1938 : Georges Bonnet
- 13 mars 1938 - 10 avril 1938 : Paul Faure
- 13 mars 1938 - 10 avril 1938 : Théodore Steeg
- 13 mars 1938 - 10 avril 1938 : Maurice Viollette
- 10 mai 1940 - 16 juin 1940 : Louis Marin
- 10 mai 1940 - 15 juin 1940 : Jean Ybarnegaray

## Régime de Vichy
- 18 mai 1940 - 16 juin 1940 : Philippe Pétain
- 16 juin 1940 - 12 juillet 1940 : Camille Chautemps
- 23 juin 1940 - 27 juin 1940 : Adrien Marquet
- 23 juin 1940 - 12 juillet 1940 : Pierre Laval
- 12 août 1941 - 18 avril 1942 : Henri Moysset
- 12 août 1941 - 31 décembre 1943 : Jean Romier

## Gouvernement provisoire de la République française
- 10 septembre 1944 - 21 novembre 1945 : Jules Jeanneney
- 21 novembre 1945 - 26 janvier 1946 : Vincent Auriol
- 21 novembre 1945 - 26 janvier 1946 : Francisque Gay
- 21 novembre 1945 - 26 janvier 1946 : Louis Jacquinot
- 21 novembre 1945 - 26 janvier 1946 : Maurice Thorez
- 24 juin 1946 - 16 décembre 1946 : Alexandre Varenne
- 24 juin 1946 - 16 décembre 1946 : Francisque Gay

## Quatrième République

### Présidence de Vincent Auriol
- 16 décembre 1946 - 22 janvier 1947 : Guy Mollet
- 16 décembre 1946 - 22 janvier 1947 : Auguste Laurent
- 22 janvier 1947 - 22 octobre 1947 : Marcel Roclore
- 22 janvier 1947 - 24 novembre 1947 : Yvon Delbos
- 26 juillet 1948 - 5 septembre 1948 : Henri Queuille
- 26 juillet 1948 - 5 septembre 1948 : Paul Ramadier
- 29 octobre 1949 - 2 juillet 1950 : Pierre-Henri Teitgen
- 12 juillet 1950 - 10 mars 1951 : Paul Giacobbi
- 11 août 1951 - 20 janvier 1952 : Jean Letourneau
- 11 août 1951 - 16 septembre 1951 : Maurice Petsche
- 11 août 1951 - 20 janvier 1952 : Henri Queuille
- 4 octobre 1951 - 8 mars 1952 : Joseph Laniel
- 20 janvier 1952 - 8 mars 1952 : François Mitterrand
- 8 janvier 1953 - 28 juin 1953 : Édouard Bonnefous
- 8 janvier 1953 - 28 juin 1953 : Paul Coste-Floret
- 28 juin 1953 - 16 janvier 1954 : Édouard Corniglion-Molinier

### Présidence de René Coty
- 16 janvier 1954 - 19 juin 1954 : Édouard Corniglion-Molinier
- 1er février 1956 - 23 mai 1956 : Pierre Mendès France
- 21 février 1956 - 13 juin 1957 : Jacques Chaban-Delmas
- 13 juin 1957 - 6 novembre 1957 : Félix Houphouët-Boigny
- 14 mai 1958 - 17 mai 1958 : Félix Houphouët-Boigny
- 17 mai 1958 - 1er juin 1958 : Max Lejeune
- 1er juin 1958 - 14 juin 1958 : Guy Mollet
- 1er juin 1958 - 8 janvier 1959 : Pierre Pflimlin
- 1er juin 1958 - 8 janvier 1959 : Félix Houphouët-Boigny
- 1er juin 1958 - 8 janvier 1959 : Louis Jacquinot

## Cinquième République

### Présidence de Charles de Gaulle
- 8 janvier 1959 - 27 mars 1959 : Robert Lecourt (ministre d'État)
- 8 janvier 1959 - 20 mai 1959 : Félix Houphouët-Boigny (ministre d'État)
- 8 janvier 1959 - 22 juillet 1959 : André Malraux (ministre d'État)
- 8 janvier 1959 - 14 avril 1962 : Louis Jacquinot (ministre d'État)
- 23 juillet 1959 - 14 avril 1962 : Philibert Tsiranana (ministre conseiller)
- 23 juillet 1959 - 14 avril 1962 : Gabriel Lisette (ministre conseiller)
- 23 juillet 1959 - 14 avril 1962 : Léopold Sédar Senghor (ministre conseiller)
- 23 juillet 1959 - 14 avril 1962 : Félix Houphouët-Boigny (ministre conseiller)

### Présidence de Nicolas Sarkozy
En 2009, un membre du Gouvernement est nommé secrétaire d’État auprès d’un ministre, mais contrairement aux autres secrétaires d’État, le décret d’attribution ne lui donne pas de mission précise, mais lui fait connaître de « toutes les affaires que lui confie le [ministre], auprès duquel [il] est délégué ». Cette pratique sera poursuivie dans les quinquennats suivants.
- 23 juin 2009 - 13 novembre 2010 : Valérie Létard (secrétaire d'État auprès du ministre d'État, ministre de l'Écologie, de l'Énergie, du Développement durable et de la Mer, en charge des Technologies vertes et des Négociations sur le climat[1])

De plus, lors de ce quinquennat certains membres du Gouvernement ont été nommés en tant que « ministre auprès d’un ministre », et chargés d’attributions particulières.

### Présidence de François Hollande
- 16 mai - 18 juin 2012 : Delphine Batho (ministre déléguée auprès de la Garde des Sceaux, ministre de la Justice, pas d’attribution dans l’intitulé, mais chargée selon le décret d’attributions des questions relatives à l'aide aux victimes, à l'exécution des peines et des mesures pénales et à la promotion des droits[2])

### Présidence d'Emmanuel Macron
| Dates                              | Titulaire              | Intitulé                                                                                       |
| ---------------------------------- | ---------------------- | ---------------------------------------------------------------------------------------------- |
| 21 juin 2017 - 16 octobre 2018     | Jacqueline Gourault    | ministre auprès du ministre d'État, ministre de l'Intérieur                                    |
| 21 juin - 24 novembre 2017         | Benjamin Griveaux      | secrétaire d'État auprès du ministre de l'Économie et des Finances                             |
| 21 juin 2017 - 16 octobre 2018     | Sébastien Lecornu      | secrétaire d'État auprès du ministre d'État, ministre de la Transition écologique et solidaire |
| 21 juin 2017 - 16 octobre 2018     | Julien Denormandie     | secrétaire d'État auprès du ministre de la Cohésion des territoires                            |
| 24 novembre 2017 - 16 octobre 2018 | Delphine Gény-Stephann | secrétaire d'État auprès du ministre de l'Économie et des Finances                             |
| 21 juin 2017 - 3 juillet 2020      | Jean-Baptiste Lemoyne  | secrétaire d'État auprès du ministre de l'Europe et des Affaires étrangères                    |
| 21 juin 2017 - 3 juillet 2020      | Brune Poirson          | secrétaire d'État auprès du ministre d'État, ministre de la Transition écologique et solidaire |
| 21 juin 2017 - 3 juillet 2020      | Geneviève Darrieussecq | secrétaire d'État auprès de la ministre des Armées                                             |
| 24 novembre 2017 - 3 juillet 2020  | Olivier Dussopt        | secrétaire d’État auprès du ministre de l'Action et des Comptes publics                        |
| 16 octobre 2018 - 3 juillet 2020   | Emmanuelle Wargon      | secrétaire d’État auprès du ministre d’État, ministre de la Transition écologique et solidaire |
| 16 octobre 2018 - 3 juillet 2020   | Christelle Dubos       | secrétaire d’État auprès de la ministre des Solidarités et de la Santé                         |
| 16 octobre 2018 - 3 juillet 2020   | Agnès Pannier-Runacher | secrétaire d’État auprès du ministre de l'Économie et des Finances                             |
| 16 octobre 2018 - 3 juillet 2020   | Gabriel Attal          | secrétaire d’État auprès du ministre de l'Éducation nationale et de la Jeunesse                |
| 16 octobre 2018 - 3 juillet 2020   | Laurent Nuñez          | secrétaire d’État auprès du ministre de l'Intérieur                                            |
| 25 janvier 2019 - 3 juillet 2020   | Adrien Taquet          | secrétaire d’État auprès de la ministre des Solidarités et de la Santé                         |
| 8 février - 21 septembre 2024      | Agnès Pannier-Runacher | ministre déléguée auprès du ministre de l'Agriculture et de la Souveraineté alimentaire        |
| 27 septembre - 23 décembre 2024    | Jean-Louis Thiériot    | ministre délégué auprès du ministre des Armées et des Anciens Combattants                      |
| Depuis le 23 décembre 2024         | François-Noël Buffet   | ministre auprès du ministre d'État, ministre de l'Intérieur                                    |